# Chaetomium circinatum
Chaetomium circinatum är en svampart som beskrevs av Chivers 1915. Chaetomium circinatum ingår i släktet Chaetomium och familjen Chaetomiaceae.   Inga underarter finns listade i Catalogue of Life.